# سیارک ۹۵۷۷۱
سیارک ۹۵۷۷۱ (به انگلیسی: 95771 Lachat، نامگذاری:2003EZ49) نود و پنج هزار و هفتصد و هفتاد و یکمین سیارک کشف شده‌است که در ۹ مارس ۲۰۰۳ کشف شد.